# Caernarfonshire

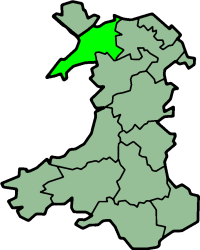
Caernarfonshires läge i Wales.

Caernarfonshire (äldre namn Carnarvonshire eller Caernarvonshire, walesiska Sir Gaernarfon) är ett traditionellt grevskap i nordvästra delen av Wales. År 1974 gick det upp i Gwynedd.
Grevskapets huvudstad var Caernarfon. Landet är bergigt och genomskärs av en mängd åar. Av mineral förekommer skiffer, koppar och bly.